# أفشين مولافي
أفشين مولافي (بالفارسية: افشین مولوی)هو كاتب وخبير إيراني أمريكي في المخاطر الجغراسياسية العالمية وجغرافية الاقتصاد. وهو زميل كبير في مؤسسة أمريكا الجديدة.

## المسيرة المهنية
عمل أفشين مولافي في جريدة عرب نيوز السعودية وعاش في جدة عدّة سنوات.

## مؤلفاته
- رحلات حج فارسية